# Flaggengesetz der Vereinigten Staaten

Flagge der Vereinigten Staaten von Amerika.

Das Flaggengesetz der Vereinigten Staaten (englisch United States Flag Code, Title 4 des United States Code) enthält Vorschriften über die Darstellung und den Umgang mit der Flagge der Vereinigten Staaten. Obwohl geltendes Recht der USA, wird es im zivilen Alltag kaum durchgesetzt, und ein Verstoß gegen seine Vorschriften hat faktisch keine Folgen. Eine Strafverfolgung würde gegen das Recht der Redefreiheit (1. Zusatzartikel zur Verfassung der Vereinigten Staaten) verstoßen, wie der Oberste Gerichtshof der Vereinigten Staaten mehrfach entschieden hat.

## Respektsbezeugung
- Die Flagge sollte vor keiner Person und keinem Gegenstand gesenkt werden, außer um der Flagge eines fremden Schiffes oder einer fremden Nation zu salutieren.
- Die Flagge sollte nicht mit dem Sternenfeld nach unten gehisst werden, außer es handelt sich um einen Notfall.[1]
- Die Flagge sollte nicht auf Kleidungsstücken, Stoffen oder Zierrat abgebildet sein. Sie sollte auch nicht als Abdeckung eines Rednerpults oder zum Dekorieren verwendet werden. Dazu ist farbiges Fahnentuch vorgesehen, angeordnet mit blau oben, weiß in der Mitte und rot unten.[2]
- Die Flagge sollte nicht zusammengerafft dargestellt werden.
- Die Flagge sollte nicht als Deckenverzierung genutzt werden.
- Die Flagge sollte nicht zu Werbezwecken verwendet werden. Sie darf nicht auf Artikeln wie Polsterungen, Taschentüchern, Servietten, Kartons verwendet werden.
- Die Flagge sollte nicht Teil eines Kostüms oder eines Trikots werden. Ausnahmen sind Flaggen als Aufnäher auf Uniformen des Militärs, der Feuerwehr, Polizei und patriotischer Organisationen. Auf Militäruniformen wird die Flagge auf dem linken Oberarm getragen. Wird sie auf dem rechten Oberarm getragen, befindet sich das Sternenfeld rechts, also ebenfalls nach vorn weisend. Dies soll das Wehen der Flagge in der Vorwärtsbewegung darstellen. Diese seitenverkehrte Darstellung heißt „Reverse Field Flag“.
- Die Flagge sollte nicht von Abzeichen, Insignien, Buchstaben, Worten, Nummern, Figuren oder Zeichen jedweder Art verdeckt sein.
- Die Flagge sollte nicht zum Transportieren von Gegenständen jedweder Art genutzt werden.
- Die Flagge sollte nicht über der Motorhaube, dem Dach, den Seiten oder dem Ende eines Fahrzeuges, Zuges oder Bootes platziert werden.
- Wird die Flagge herabgelassen, so sollte sie weder den Boden noch etwas anderes  berühren. Sie sollte beim Herablassen von einer Person empfangen werden. Die Flagge sollte zur Aufbewahrung zeremoniell und ordentlich gefaltet werden.
- Weder auf öffentlichem noch auf privatem Grund sollte die Flagge im Regen oder bei stürmischem Wetter gehisst sein (außer sie weht auf halbmast)
- Ist die Flagge beschädigt oder ausgeblichen, so dass sie nicht mehr als Symbol der Vereinigten Staaten geeignet ist, so sollte sie würdevoll vernichtet werden, vorzugsweise durch eine zeremonielle Verbrennung.
- Die Flagge sollte niemals einen Gegenstand unterhalb der Flagge selbst berühren. Entgegen einer weit verbreiteten Meinung verlangt das Flaggengesetz nicht, dass eine Flagge, die den Boden berührt, vernichtet wird. Stattdessen muss sie in einem solchen Fall so weit gehisst werden, dass sie den Boden oder ein unter der Flagge liegendes Objekt nicht mehr berührt.[3]

## Hissen der Flagge im Freien
- Ist die Flagge an einem Mast aus einem Fenster, einem Balkon oder einem Gebäude angebracht, sollte das Sternenfeld an der Spitze des Mastes wehen, es sei denn, die Flagge weht auf halbmast. Wird die Flagge zusammen mit einer anderen Flagge am selben Mast gehisst, sollte die Flagge der Vereinigten Staaten immer zuoberst der zweiten Flagge gehisst werden. Eine Ausnahme bildet die Kirchenstandarte (Signalflagge 8), die während einer kirchlichen Zeremonie auf einem Schiff der US Navy oberhalb der Flagge der Vereinigten Staaten gehisst werden darf.

- Wird die Flagge mittig über einer Straße gehisst, sollte das Sternenfeld nach Norden oder Osten weisen. Wird die Flagge über einem gemeinen Gehweg gehisst, sollte das Sternenfeld vom Gebäude weg weisen.

- Wird die Flagge gemeinsam mit Flaggen der US-Bundesstaaten, Ortschaften oder Vereinigungen auf mehreren Flaggenmasten derselben Höhe gehisst, sollte die Flagge der Vereinigten Staaten rechts der übrigen Flaggen gehisst werden. Die übrigen Flaggen können dieselbe Größe aufweisen, sollten aber nicht größer als die Flagge der Vereinigten Staaten sein.

- Keine Flagge sollte über der Flagge der Vereinigten Staaten oder auf derselben Höhe rechts von ihr gehisst werden. Die Flagge der Vereinigten Staaten sollte als erste gehisst und als letzte herabgelassen werden (ausgenommen Nationalflaggen).

- Wird die Flagge zusammen mit Nationalflaggen anderer Länder gehisst, sollten alle Flaggen jeweils an einem eigenen Flaggenmast gehisst werden. Alle Flaggen sollten dieselbe Größe, alle Masten dieselbe Höhe haben. Alle Flaggen sollten gleichzeitig gehisst und eingeholt werden. Keine Landesflagge sollte höher als die übrigen Flaggen gehisst werden.[4]

- Die Flagge sollte zügig gehisst sowie langsam und zeremoniell eingeholt werden.

- Die Flagge sollte nur zwischen Sonnenaufgang und Sonnenuntergang gehisst sein. Das Flaggengesetz erlaubt es aber, die Flagge nachts gehisst zu lassen, wenn „ein patriotischer oder motivierender Effekt“ gewünscht ist und eine Beleuchtung vorhanden ist. Die Flagge sollte ebenso nur bei gutem Wetter gehisst sein, außer es handelt sich um eine Allwetterflagge.

## Hissen der Flagge innerhalb von Gebäuden
- Die Flagge sollte stets rechts von etwaigen anderen Flaggen positioniert sein. Auf einer Bühne sollte die Flagge rechts des Sprechers stehen. Die übrigen Flaggen sollten links des Sprechers positioniert sein.

- Werden mehrere (Nicht-National-)Flaggen gleichzeitig dargestellt, sollte die Flagge der Vereinigten Staaten im Zentrum sowie höher als die übrigen Flaggen positioniert sein.

- Werden zwei Flaggen gemeinsam an gekreuzten Masten dargestellt, sollte die Flagge der Vereinigten Staaten rechts der verbleibenden Flagge dargestellt sein. Der Mast sollte sich dabei vor dem Mast der verbleibenden Flagge befinden.

- Wird die Flagge an einer Wand dargestellt, sollte das Sternenfeld nach oben weisen. Das Sternenfeld sollte sich aus Sicht der Flagge rechts, aus Sicht des Beobachters links befinden.

## Grüßen und Salutieren der Flagge
- Bei Festzügen sollte die Flagge rechts der Marschierenden dargestellt werden.
- Werden weitere Flaggen getragen, sollte die Flagge der Vereinigten Staaten im Zentrum sowie vor den übrigen Flaggen getragen werden.
- Wird die Flagge der Vereinigten Staaten gehisst oder eingeholt, sollte man sich der Flagge zuwenden und sie grüßen. 
  - Uniformträger erweisen den entsprechenden formalen Salut.
  - Mitglieder uniformierter Organisationen in Formation salutieren gemeinsam auf Kommando.
  - Zivilisten halten die rechte Hand über dem Herzen. Kopfbedeckungen sollten mit der rechten Hand abgenommen und vor der linken Schulter gehalten werden, so dass sich die rechte Hand über dem Herzen befindet.

## Treueschwur der USA und Nationalhymne
- Der Treueschwur der USA sollte auf die Flagge blickend und entsprechend den obigen Bestimmungen grüßend geleistet werden.
- Wird die Nationalhymne der USA gespielt, sollte die Flagge von der ersten bis zur letzten Note stehend gegrüßt werden. Wird die Hymne gespielt, ohne die Flagge zu hissen, soll die Quelle der Musik gegrüßt werden.

## Die Flagge in Trauer
- Um die Flagge auf halbmast zu hissen, sollte sie zuerst zu voller Höhe gehisst und anschließend auf halbmast herabgelassen werden.
- Wird die Flagge von halbmast eingeholt, sollte sie erst zu voller Höhe gehisst und abschließend eingeholt werden.
- Am Memorial Day sollte die Flagge bis mittags auf halbmast, von Mittag bis Sonnenuntergang auf normaler Höhe gehisst werden.
- Zum Tode eines aktuellen oder früheren US-Präsidenten sollte die Flagge für den Zeitraum von 30 Tagen auf halbmast gehisst werden.
- Die Flagge wird auf Anweisung des US-Präsidenten oder eines Gouverneurs in den USA bzw. dem entsprechenden Bundesstaat auf halbmast gehisst.
- Wird mit der Flagge ein Sarg bedeckt, sollte das Sternenfeld auf Position des Kopfes und der linken Schulter des Verstorbenen platziert sein. Die Flagge sollte nicht in das Grab herabgelassen werden.

## Geschichte
Vor Einführung des Flag Day am 14. Juni 1923 gab es weder von der US-Regierung noch von den einzelnen Bundesstaaten Regeln zum Umgang mit der Flagge. Das Flaggengesetz der USA wurde von Repräsentanten der U.S. Army, U.S. Navy und anderer Gruppen entworfen. Es trat am 22. Dezember 1942 in Kraft. Den militärischen Ursprüngen entsprechend darf der Präsident in seiner Eigenschaft als Oberbefehlshaber das Flaggengesetz jederzeit erweitern, kürzen oder ändern.